# Dino Fetscher
Dino Fetscher, nome d'arte di Dino Fabian Gamecho (Cardiff, 9 giugno 1988) è un attore gallese.

## Biografia
Nato a Cardiff da madre tedesca e padre di origini basche e gallesi, nel 2008 Dino Fetscher ha vinto Mr Gay UK. Successivamente si è avvicinato alla recitazione e nel 2014 ha fatto il suo esordio sulle scene londinesi nel dramma Ghost Stories. Da allora ha recitato assiduamente a teatro e in televisione, dove è noto soprattutto per i suoi ruoli ricorrenti in Paranoid, Humans e Gentleman Jack - Nessuna mi ha mai detto di no. Sulle scene londinesi si è affermato interpretando ruoli principali nei drammi As Is, Torch Song Trilogy e The Normal Heart, per cui ha ricevuto una candidatura al Laurence Olivier Award al miglior attore non protagonista nel 2022.
È dichiaratamente gay.

## Filmografia

### Cinema
- Now You See Me 2, regia di Jon M. Chu (2016)

### Televisione
- Cucumber – serie TV, episodi 1x07-1x08 (2015)
- Banana – serie TV, 1x07 (2015)
- Paranoid – serie TV, 8 episodi (2017)
- Humans – serie TV, 7 episodi (2018)
- Gentleman Jack - Nessuna mi ha mai detto di no (Gentleman Jack) – serie TV, 3 episodi (2019-2022)
- Years and Years, regia di Simon Cellan Jones e Lisa Mulcahy – miniserie TV, 3 puntate (2019)
- The Split – serie TV, episodio 2x04 (2020)
- Fondazione – serie TV, 6 episodi (2023)
- Un inganno di troppo (Fool Me Once), regia di David Moore e Nimer Rashed – miniserie TV (2024)

## Teatro
- Ghost Stories di Jeremy Dyson and Andy Nyman. Arts Theatre di Londra (2014)
- Dirty, Gifted & Welsh di Matt Ball. National Theatre of Wales di Cardiff (2016)
- As Is di William M. Hoffman. Trafalgar Theatre di Londra (2016)
- Torch Song Trilogy di Harvey Fierstein. Turbine Theatre di Londra (2019)
- The Normal Heart di Larry Kramer. National Theatre di Londra (2021)

## Riconoscimenti
- Premio Laurence Olivier
  - 2022 – Candidatura al miglior attore non protagonista per The Normal Heart

## Doppiatori italiani
Nelle versioni in italiano delle opere in cui ha recitato, Dino Fetscher è stato doppiato da:
- Raffaele Carpentieri in Years and Years
- Simone Crisari in Un inganno di troppo